# NGC 1556
NGC 1556 је спирална галаксија у сазвежђу Златна риба која се налази на NGC листи објеката дубоког неба.
Деклинација објекта је - 50° 9' 51" а ректасцензија 4h 17m 44,7s. Привидна величина (магнитуда) објекта NGC 1556 износи 12,7 а фотографска магнитуда 13,5. Налази се на удаљености од 17,270 милиона парсека од Сунца. NGC 1556 је још познат и под ознакама ESO 202-4, AM 0416-501, IRAS 04163-5017, PGC 14818.